# Niphona subgrisea
Niphona subgrisea là một loài bọ cánh cứng trong họ Cerambycidae.